# 千丈駅
千丈駅（せんじょうえき）は、愛媛県八幡浜市郷にある四国旅客鉄道（JR四国）予讃線の駅である。駅番号はU17。

## 歴史
- 1939年（昭和14年）2月6日：開業[3]。
- 1970年（昭和45年）6月1日：貨物取扱廃止[3]。
- 1971年（昭和46年）11月8日：荷物扱い廃止[3]。
- 1986年（昭和61年）3月3日：無人駅化[4]。
- 1987年（昭和62年）4月1日：国鉄分割民営化により、四国旅客鉄道の駅となる[3]。

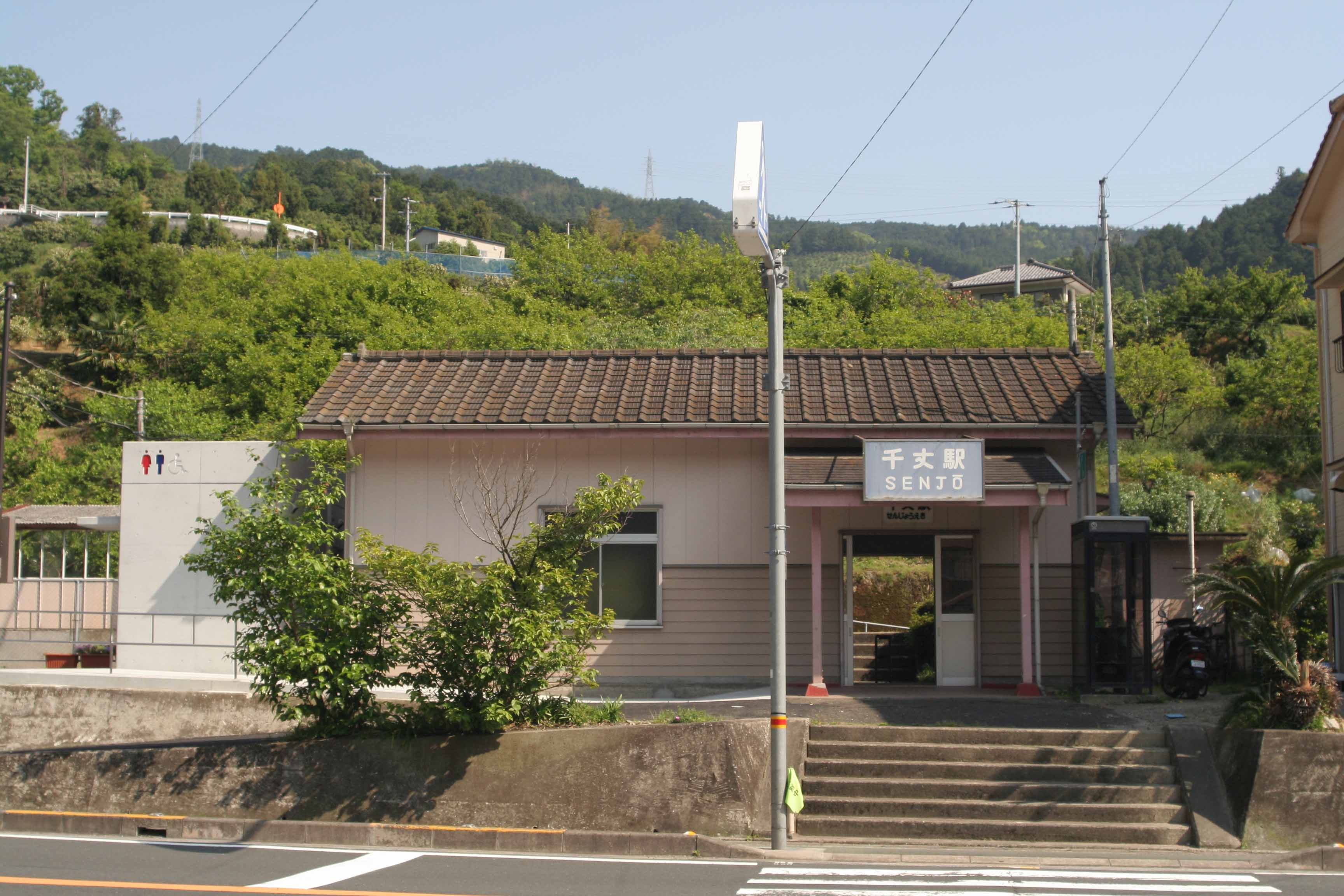
駅舎（2007年5月、看板取換え前）

## 駅構造
相対式2面2線の地上駅。Y字分岐で進入速度は50km/h。

### のりば
| のりば | 路線    | 方向 | 行先                     |
| ------ | ------- | ---- | ------------------------ |
| 1      | ■予讃線 | 上り | 伊予大洲・内子・松山方面 |
| 2      | ■予讃線 | 下り | 八幡浜・宇和島方面       |

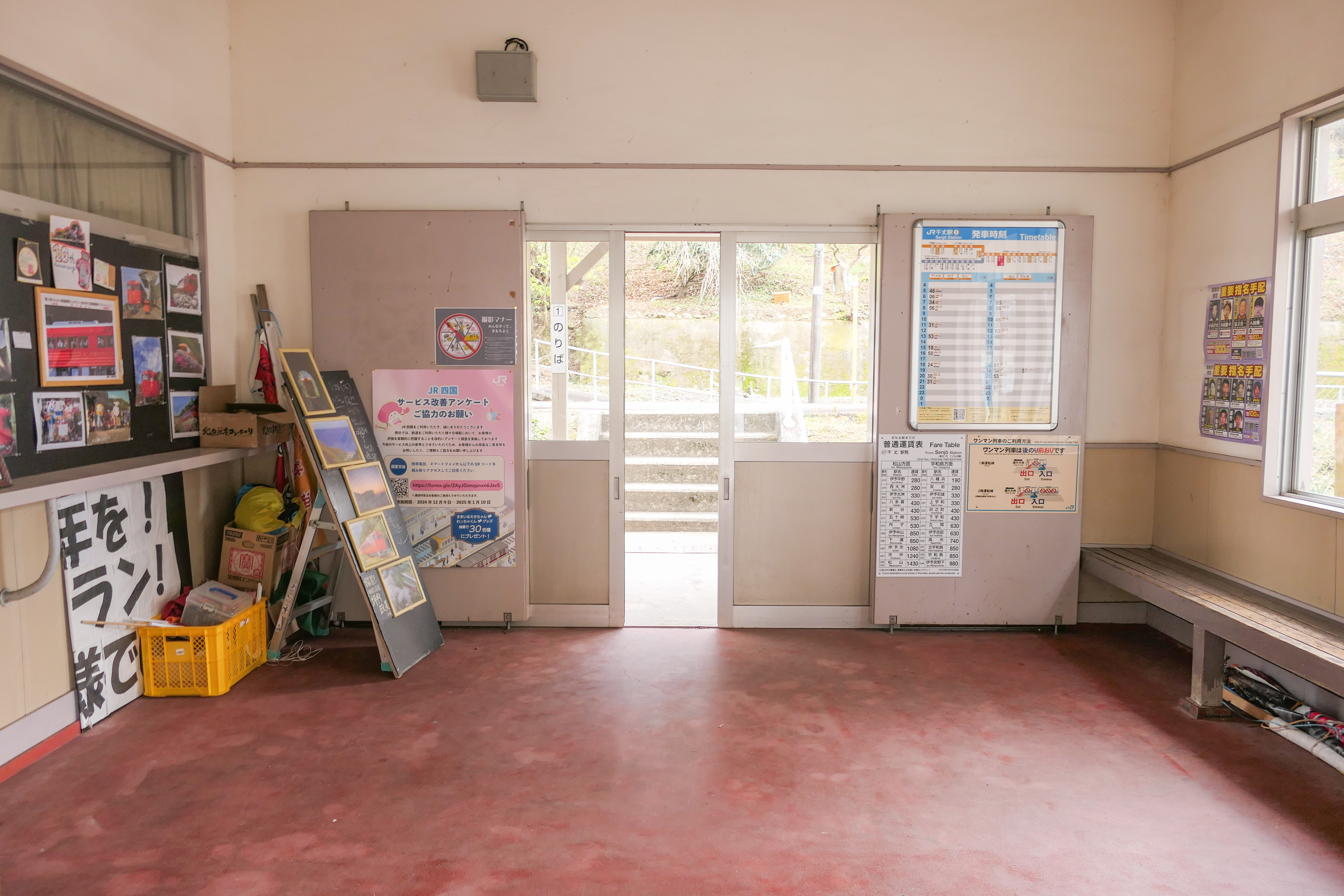
駅舎内（2025年1月）
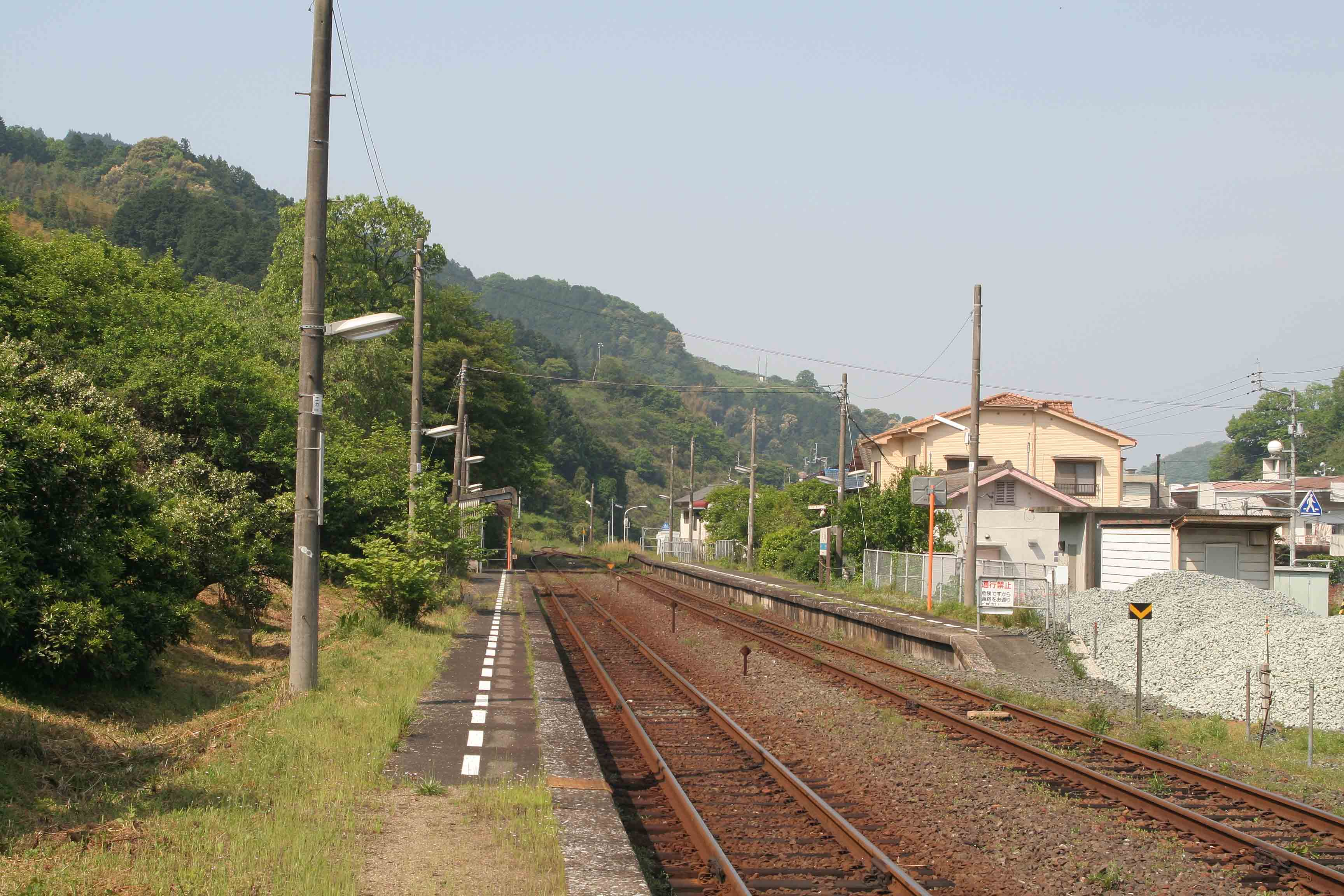
ホーム（2007年5月）

## 利用状況
| 1日乗降人員推移 | 1日乗降人員推移 |
| 年度            | 1日平均人数     |
| --------------- | --------------- |
| 2011年          | 10              |
| 2012年          | 6               |
| 2013年          | 2               |
| 2014年          | 2               |
| 2015年          | 8               |

## 駅周辺
- 八幡浜市立千丈小学校
- 八幡浜市立千丈保育所
- 八幡浜警察署千丈駐在所
- 鳴滝神社
- 千丈川

## 隣の駅
四国旅客鉄道（JR四国）
■予讃線
伊予平野駅 (U16) - 千丈駅 (U17) - 八幡浜駅 (U18)